# Macrognathus aculeatus
Espèce
Statut de conservation UICN

 LC  : Préoccupation mineure
Macrognathus aculeatus est une espèce de poissons d'eau douce de la famille des Mastacembelidae.

## Description
Macrognathus aculeatus peut mesurer jusqu'à 38 cm de longueur totale.

## Répartition
Ce poisson est originaire d'Asie et se rencontre en Thaïlande, dans la péninsule Malaise, à Bornéo, en Indonésie. Il a été également mentionné au Bangladesh, au Népal, en Inde et au Viêt Nam.

## Aquariophilie
Macrognathus aculeatus est une espèce carnivore, mais qui accepte les aliments lyophilisés. Ce poisson est solitaire et prédateur quand l'occasion se présente. Son comportement intraspécifique est très mauvais.
Apprécie une eau chauffée entre 23 et 28 °C, de dureté comprise entre 20 et 25 °f et neutre (pH 7).
Nécessite un bac de 120 L minimum ne comportant qu'un seul spécimen avec d'autres espèces de poissons de taille suffisamment grande pour ne pas être assimilées à des proies vivantes. Le décor sera constitué de racines de tourbière, plantes et d'un sol fin.

## Systématique
Le nom valide complet (avec auteur) de ce taxon est Macrognathus aculeatus (Bloch, 1786).
Macrognathus aculeatus a pour synonymes :
- Macroganthus aculeatus (Bloch, 1786)
- Macrognathus aculeata (Bloch, 1786)
- Macrognathus aculeatum (Bloch, 1786)
- Macrograthus aculeatus (Bloch, 1786)
- Mastacembelus aculeatus (Bloch, 1786)
- Ophidium aculeatum Bloch, 1786
- Rhynchobdella aculeata (Bloch, 1786)
- Rhynchobdella ocellata Cuvier, 1832
- Rhyncobdella aculeata (Bloch, 1786)
- Rhyncobdella ocellata Cuvier, 1832

## Étymologie
Son épithète spécifique, du latin aculeatus, « à épines », fait référence au nombreuses petites épines présentent sur le dos à l'avant de la nageoire dorsale.